# Nation-Universität
Die Nation-Universität (Thai มหาวิทยาลัยเนชั่น, ehemalige Yonok University) ist eine private Universität in der Provinz Lampang in Nord-Thailand.

## Lage
Die Nation-Universität liegt in Lampang und bietet einen reizvollen Ausblick auf die Berge der Umgebung.

## Geschichte
Schon 1980 kam die Idee zu einer Universität in Lampang auf, die von der thailändischen Regierung positiv aufgenommen wurde. Die Pläne wurden mit Hilfe der US-amerikanischen Baylor-Universität, der USAID und anderen vorangetrieben. 1988 wurde sie als Yonok-College (วิทยาลัยโยนก) von Nirund Jivasantikarn gegründet, der auch langjähriger Präsident der Einrichtung war. Im Jahr 2006 wurde das College zur Yonok-Universität (มหาวิทยาลัยโยนก) hochgestuft. Im Jahr 2011 gründete die Nation Multimedia Group, deren Kernprodukt die Tageszeitung The Nation ist, eine eigene Bildungseinrichtung und schloss sich u. a. mit der South-East Asia University und Yonok-Universität zusammen, daraus entstand die Nation-Universität mit 2 Campus.

## Ausbildungsgänge
Die Nation-Universität bietet verschiedene Bachelor- und Master-Studiengänge an.

### Kurse
- Business Administration
- Public Administration
- Informationstechnik
- Sozialwissenschaften
- Technologiewissenschaft
- Rechtswissenschaft
- International Business Administration
- Rechnungswesen und Controlling
- Gesundheitsmanagement
- Kunst